# Tchéka
Pour les articles homonymes, voir Tchéka (homonymie).

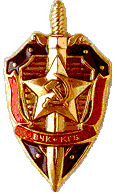
Emblème de la Tchéka puis du KGB : l'épée et le bouclier.

La Tchéka (en russe : ЧК, API : /tɕɪ.ˈka/) est la police politique créée le 20 décembre 1917 (7 décembre selon le calendrier julien alors utilisé localement) en Russie sous l'autorité de Félix Dzerjinski pour combattre les ennemis du nouveau régime bolchevik. Son organisation était décentralisée et devait seconder les soviets locaux. En février 1922, elle fut renommée « Guépéou » (puis Oguépéou fin 1923), et fut absorbée en 1934 par le NKVD.

## Dénomination
Tchéka est l'acronyme de « Commission extraordinaire » (en russe : чрезвычайная комиссия), forme abrégée de « Commission extraordinaire panrusse pour la répression de la contre-révolution et du sabotage » (en russe : Всероссийская чрезвычайная комиссия по борьбе с контрреволюцией и саботажем).

## Formation

### Circonstances
Le 9 octobre 1917, Lénine revient clandestinement à Pétrograd : le Comité central vote le projet d'une insurrection par dix voix contre deux et un bureau politique est créé pour conduire l'insurrection prévue pour le 27 octobre. Deux jours après la prise de pouvoir, Lénine applique le décret du gouvernement Kerenski du 24 octobre sur la liberté de presse contre sept journaux appelant à l'insurrection armée contre le nouveau pouvoir,. Ce décret entérine une occupation des presses par les ouvriers des imprimeries. Cette mesure est souvent présentée comme le prélude à la terreur « rouge » par certains historiens, mais contesté par d'autres. Ainsi Marc Ferro : « contrairement à la légende, la suppression de la presse bourgeoise ou des feuilles socialistes-révolutionnaires n'émane ni de Lénine ni des sphères dirigeantes du parti bolcheviks » mais « du public, en l'occurrence des milieux populaires insurgés ».
Les bolchéviks et leurs alliés socialistes-révolutionnaires de gauche s’efforcent de réduire par la négociation tous les soulèvements, même armés (les soldats rouges ont ordre de ne pas tirer les premiers). Les bolcheviks entendent ainsi démontrer à tous qu’ils ne veulent pas la guerre civile. Des officiers et junkers faits prisonniers, et même des généraux comme Krasnov, sont libérés aussitôt contre leur parole de ne pas reprendre les armes contre les soviets. C'est la même attitude qui opère dans l'ensemble des villes russes insurgées, y compris à Moscou où les Blancs ont fusillé sans autre forme de procès les ouvriers d'entretien du Kremlin ». Mais la plupart, à peine libérés, trahiront leur serment et formeront les cadres de l’armée blanche dans les mois suivants.
C'est ce qui fait dire à Lénine : « Est-il impossible de trouver parmi nous un Fouquier-Tinville qui dompterait la violence des contre-révolutionnaires ? » Les dirigeants du parti KD (cadets), qui appellent à la résistance contre les excès des bolcheviks, sont arrêtés.
La première force armée bolchevique fut le comité révolutionnaire du soviet de Pétrograd, qui réunissait l'ensemble des gardes rouges de la ville et des marins de Cronstadt. Il organisa l'insurrection armée avec le soutien du congrès pan-russe des Soviets réuni à Petrograd au même moment. Animée, entre autres, par Trotski, celui-ci déclare plus d'un mois plus tard, une semaine avant la création de la Tchéka : « Vouloir renoncer à toutes les répressions en pleine guerre civile signifie renoncer à la guerre civile », marquant ainsi un changement de perspective face aux premiers raids blancs dans le sud.

### Création

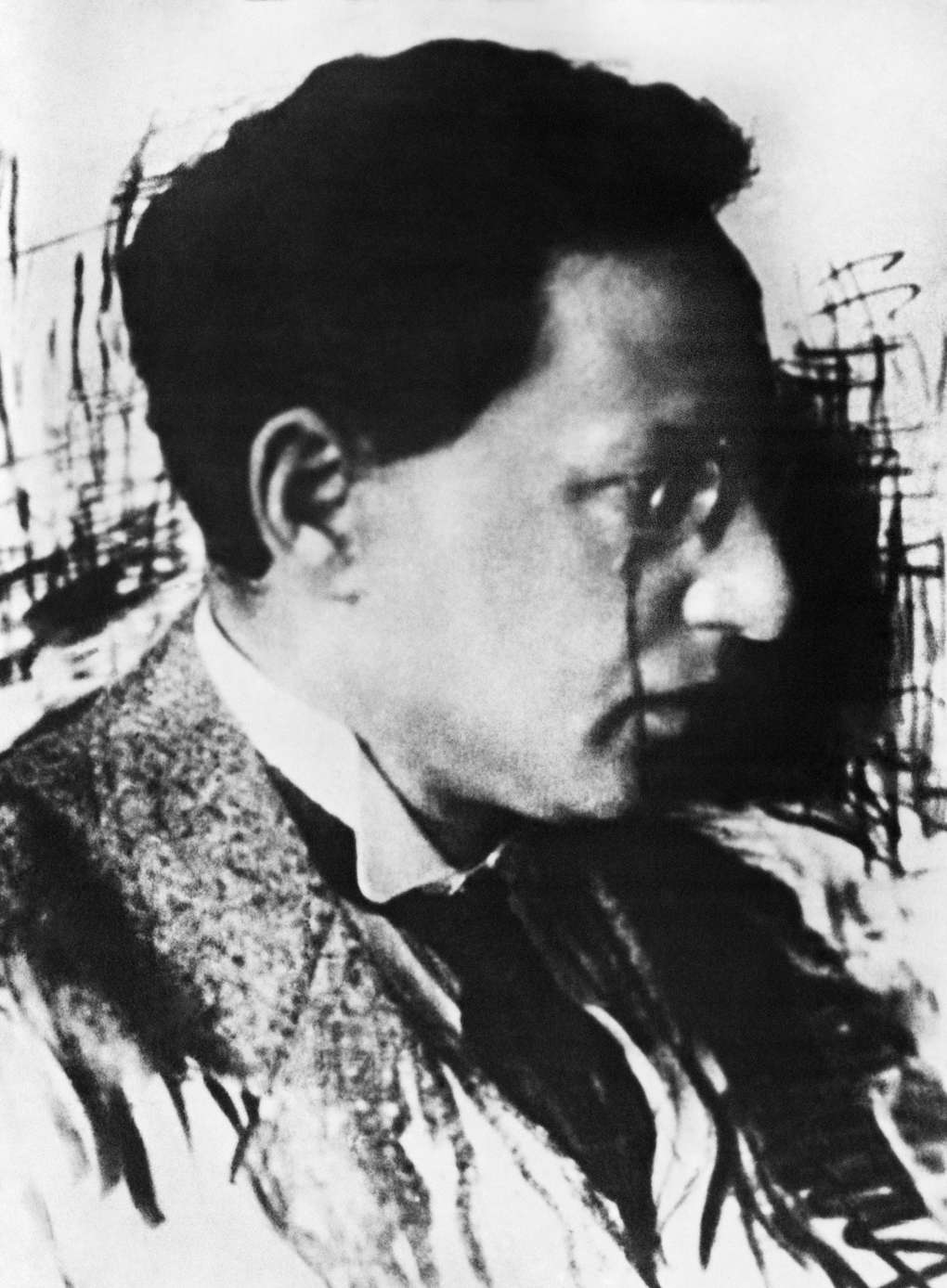
Moïsseï Ouritski, officier de la police politique.

Dès les 26-27 octobre, le comité révolutionnaire du soviet de Pétrograd devient un sous-comité du Comité central exécutif et assure les emplois de sécurité comme la « lutte contre les actions contre-révolutionnaires » définies comme « le sabotage, le recel de vivres, le pillage délibéré des cargaisons ». Chargée d'interroger les suspects, une section spéciale est créée sous la responsabilité de Félix Dzerjinski, qui était chargé de la sécurité à Smolny. Puis la section se transforme en « Commission extraordinaire de toutes les Russies », la Tchéka, dont la mission est de combattre la contre-révolution et le sabotage.
Le 7/20 décembre 1917, le Conseil des commissaires du peuple, après avoir examiné le projet de Dzerjinski écrivit dans sa décision : « Donner à la commission le nom de « Commission extraordinaire panrusse près le Conseil des commissaires du peuple pour combattre la contre-révolution et le sabotage », et ratifier cette commission. Mesures à appliquer : confiscation, expulsion des lieux, retrait des cartes d'alimentation, publication des listes des ennemis du peuple, etc. »
Le 1er novembre 1918, Martyn Latsis, bolchevik letton, définit, dans le journal La Terreur rouge du 1er novembre 1918, les tâches de cette police politique dont le SovNarKom envisage la création : « La Commission extraordinaire n'est ni une commission d'enquête, ni un tribunal. C'est un organe de combat dont l'action se situe sur le front intérieur de la guerre civile. Il ne juge pas l’ennemi : il le frappe. Nous ne faisons pas la guerre contre des personnes en particulier. Nous exterminons la bourgeoisie comme classe. Ne cherchez pas, dans l'enquête, des documents et des preuves sur ce que l'accusé a fait, en acte et en paroles, contre le pouvoir soviétique. La première question que vous devez lui poser, c'est à quelle classe il appartient, quelle est son origine, son éducation, son instruction et sa profession. Ce sont ces questions qui doivent décider de son sort. Voilà la signification et l'essence de la Terreur rouge »,.

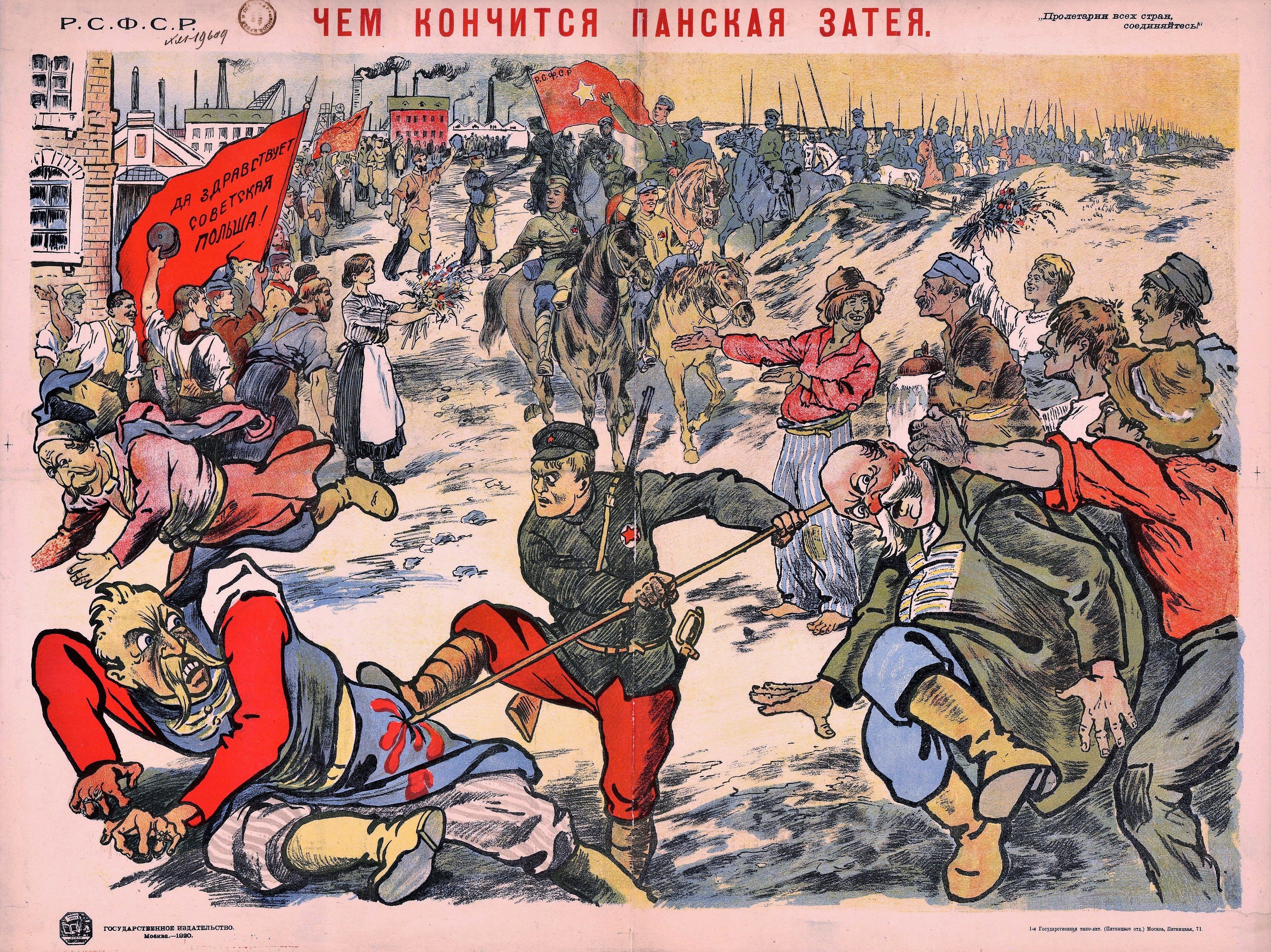
Affiche des bolcheviks : Voilà comment mettre fin aux idées des maîtres. Longue vie à la Pologne soviétique !.

Peu après, le bolchevik polonais Félix Dzerjinski déclare que « la contrainte prolétarienne sous toutes ses formes, en commençant par les exécutions capitales, constitue une méthode en vue de créer l'homme communiste ».
Fondée à Pétrograd, la Tchéka compte 600 agents en mars 1918 quand elle s'installe à Moscou, un millier en juin 1918, 40 000 hommes fin 1918, et 280 000 début 1921. Par comparaison, la police secrète impériale, l'Okhrana, qui passait pour être l'organisation la plus importante de ce genre dans l'ancien monde, comptait 26 000 agents en 1912
La Tchéka s'élargit rapidement ; Paul Johnson écrit : « elle recrute des membres le plus rapidement possible entre décembre 1917 et janvier 1918, et l'une des premières actions vise à créer un service de renseignement national en demandant aux soviets locaux toute information concernant les organisations ou individus dont les activités agiraient directement contre la révolution et l'autorité populaire. Un décret suggérait que les soviets locaux devaient eux-mêmes créer des comités de sécurité en liaisons avec des agents professionnels et, dès le début la Tchéka fut épaulée par une horde grandissante d'amateurs et d'indicateurs occasionnels ». Alors que sous l'Empire, l'Okhrana devait remettre ses prisonniers pour jugement par les tribunaux ordinaires, la Tchéka contrôle les tribunaux spéciaux et influe sur leurs verdicts. Par ailleurs, dès ses premiers mois de formation, la Tchéka va tester ses premiers camps de concentration et de travail forcé. Les bourgeois, hommes et femmes doivent être rassemblés et envoyés à Pétrograd creuser des tranchées pour la défense ; les camps prolifèrent aux abords des villes, dans tout le pays, avec une forte mortalité due à la disette et à la maltraitance.
D'abord situé à Pétrograd et dirigé par Moïsseï Ouritski, assassiné le 30 août 1918 dans un attentat, le siège central de la Tchéka s'établit à Moscou dans l'ancien siège de la compagnie d'assurance « Rossia » nationalisée : l'immeuble « Loubianka » (du nom de la rue Loubianka) qui a abrité toutes les polices politiques de l'URSS jusqu'en 1991. L'édifice se situe sur la place alors nommée « Dzerjinski », en l'honneur du premier et unique directeur de la Tchéka.

## Activités
Pour des articles plus généraux, voir Guerre civile russe et Communisme de guerre.
Selon Nicolas Werth, la première opération de la Tchéka consiste à briser la grève des fonctionnaires de Pétrograd. Félix Dzerjinski justifie l'opération : « Qui ne veut pas travailler avec le peuple n'a pas sa place avec lui ».
Officiellement, la Tchéka est chargée de la contre-subversion et du contre-espionnage. Dans les faits, elle s'attaque également aux partis de gauche (mencheviks, socialistes-révolutionnaires, anarchistes,,) et aux couches populaires : les citadins affamés qui tentent d'échanger quelques produits dans les campagnes contre de la nourriture sont arrêtés pour « spéculation », les ouvriers en grève, les déserteurs de la toute récente Armée rouge, les paysans rétifs aux réquisitions… La peine de mort est réintroduite en juin 1918 mais les exécutions arbitraires sont courantes.
Selon Pierre Broué, c'est à partir de mars 1918, au moment de l'offensive allemande, que la Tchéka commence vraiment à frapper. La répression s'aggrave en juillet, après l’assassinat de V. Volodarski par des socialistes-révolutionnaires. Mais c'est au cours de l'été 1918, que le cours des choses prend un tour brutal, avec l’insurrection des SR de gauche de Moscou et une série d’attentats contre les dirigeants bolcheviques : Moïsseï Ouritski est assassiné le 30 août et Lénine grièvement blessé par Fanny Kaplan, elle-même sommairement exécutée peu après.
Disant s'inspirer de l'exemple des jacobins de la Révolution française, les dirigeants bolcheviques déclarent opposer à la « terreur blanche » la « terreur rouge ». Selon la Tchéka elle-même, il y a 22 exécutions dans les six premiers mois de 1918, mais 6 000 pour les six derniers. Bien que ces chiffres soient probablement largement sous-estimés, ils montrent l'intensification de la répression à partir du début de la guerre civile.
Thierry Wolton déclare que la Tchéka est quasiment toute puissante, sans possibilité de critique, d'où les nombreux abus dans ses rangs. Bon nombre de criminels de droit commun ont rejoint la Tchéka, qui permet de procéder à des réquisitions en toute impunité mais aussi d’obtenir de meilleures rations alimentaires et l'assurance de ne pas être envoyé au front.
La constitution des armées blanches de Piotr Krasnov, Denikine ou Koltchak en mai 1918, la révolte de la Légion tchèque à l'est, l'intervention étrangère dans les ports de Russie, enfin l'éclatement de la guerre civile russe en juillet-août, ainsi qu'une insurrection des SR de gauche à Moscou le 7 juillet suivie d'une vague d'attentats, mettent la Russie rouge dans une situation d'encerclement complet. Le 5 septembre 1918, la Tchéka met la « terreur rouge » à l'ordre du jour. Les massacres de milliers de prisonniers, d'otages et de suspects ont déjà commencé à travers les villes de Russie bolchevique. Pendant ces équivalents russes des massacres de septembre 1792 français, la Tchéka exécute environ 13 000 personnes, majoritairement des nobles et des ecclésiastique, soit deux fois plus que le nombre d'exécutés (6 321 personnes) sous le régime tsariste durant les 92 ans précédant la révolution de Février (1825 à 1917).
Le 25 octobre 1918, le Comité central du parti bolchevique discuta d'un nouveau statut de la Tchéka. Boukharine, Olminski et Petrovski, commissaire du peuple à l'Intérieur, demandèrent que fussent prises des mesures pour limiter les « excès de zèle d'une organisation truffée de criminels et de sadiques, d'éléments dégénérés du lumpenprolétariat ». Mais bientôt, le camp des partisans inconditionnels de la Tchéka reprit le dessus. Y figuraient, outre Dzerjinski, les dirigeants du parti Sverdlov, Staline, Trotski et Lénine. Le 19 décembre 1918, sur proposition de Lénine, le Comité central adopta une résolution interdisant à la presse bolchevique de publier des « articles calomnieux sur les institutions, notamment sur la Tchéka, qui accomplit son travail dans des conditions particulièrement difficiles ». Ainsi fut clos le débat.
La Tchéka est dissoute en février 1922 et laisse place à la GPU.

## La répression des anarchistes
Une partie des anarchistes, favorables à la destruction de l'ordre établi par la violence, participèrent au renversement du tsarisme et même du gouvernement d'Alexandre Kerenski. Mais dès 1918, la Tchéka commença la répression à leur encontre, notamment à la suite de projets d'attentats anarchistes et d'actions contre le pouvoir bolchevik.

## Espionnage extérieur

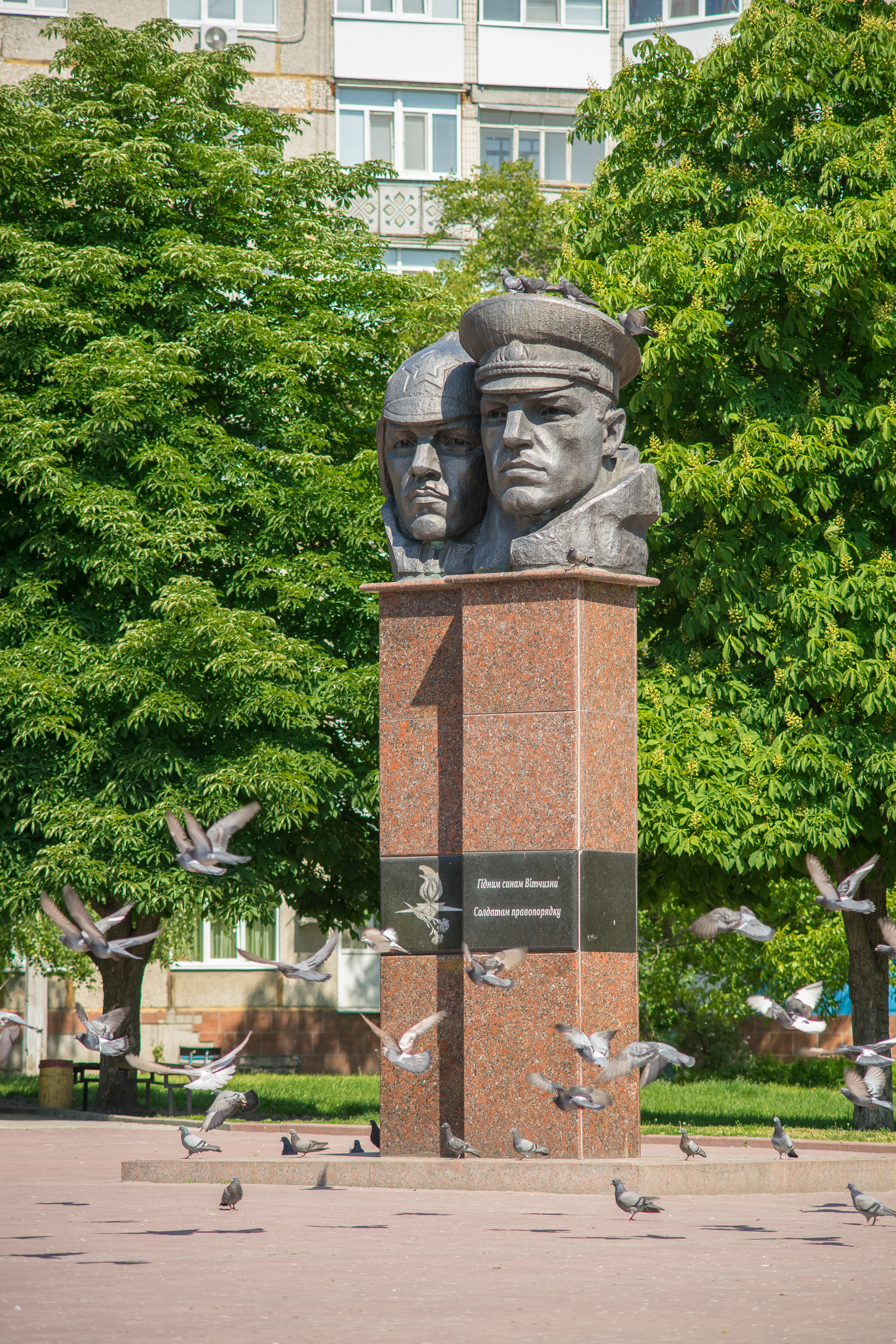
Mémorial aux tchékistes, érigé en 1977 à Kropyvnytskyï. L'un des rares monuments dédiés aux personnalités russes en Ukraine qui n'a pas encore été démantelé après l'invasion de 2022.

Le Département étranger (INO) de la Tchéka près le soviet des commissaires du peuple (SNK) – gouvernement de la république socialiste fédérative soviétique de Russie (RSFSR) a été créé dès le printemps 1920, d’abord au sein du Département spécial de Tchéka. En été 1920, il fonctionnait déjà, mais son travail était jugé insuffisant par le Politburo (décision de septembre 1920). Une réorganisation a commencé dès septembre. Une commission a été créée pour cela. Le 12 décembre 1920, Dzerjinski signe le premier ordre de réorganisation. C’est la date de son deuxième ordre no 169 du 20 décembre 1920 que les partisans de la Tché-Ka ont retenu comme le jour de naissance de l’espionnage politique soviétique.
Les opérations à caractère d'espionnage avaient déjà été pratiquées par la Tchéka dès 1918, mais la création officielle de l’INO a donné à l’espionnage politique une existence administrative officielle .

## Dans les arts et la culture

### Littérature
- 1923 : Vladimir Zazoubrine, Le Tchékiste, traduit du russe par Vladimir Berelovitch, Christian Bourgois éditeur, 1990, 155 p.  (ISBN 978-2-267-00862-3).
- 1931 : Emma Goldman, Vivre ma vie, traduit de l’anglais par Laure Batier et Jacqueline Reuss, L'échappée, 2018, 1104 p.
- 1997 : Viktor Pelevine, La Mitrailleuse d'argile (Чапаев и пустота, журнал Знамя), traduit par Galia Ackerman et Pierre Lorrain, Éditions du Seuil.

### Filmographie

#### Cinéma
- 1992 : Le Tchékiste d'Alexandre Rogojkine.

#### Télévision

##### Documentaire
- 2019 : KGB : le sabre et le bouclier réalisé par Jamie Doran